# Massignac
Massignac település Franciaországban, Charente megyében. Lakosainak száma 368 fő (2022. január 1.). Massignac Lésignac-Durand, Le Lindois, Mouzon, Pressignac, Sauvagnac, Verneuil és Les Salles-Lavauguyon községekkel határos.

## Népesség
A település népessége az elmúlt években az alábbi módon változott:
| Lakosok száma | 745  | 515  | 451  | 410  | 390  | 394  | 390  | 391  | 389  | 368  |
|               | 1968 | 1982 | 1990 | 2006 | 2013 | 2015 | 2017 | 2019 | 2020 | 2022 |